# Лансинг (Северна Каролина)
Лансинг (енгл. Lansing) град је у америчкој савезној држави Северна Каролина.

## Демографија
По попису из 2010. године број становника је 158, што је 7 (4,6%) становника више него 2000. године.
| Група             | 2000.        | 2010.       |
| Белци             | 151 (100,0%) | 149 (94,3%) |
| Афроамериканци    | 0 (0,0%)     | 2 (1,3%)    |
| Азијати           | 0 (0,0%)     | 0 (0,0%)    |
| Хиспаноамериканци | 0 (0,0%)     | 1 (0,6%)    |
| Укупно            | 151          | 158         |